# Bataillon Xatruch

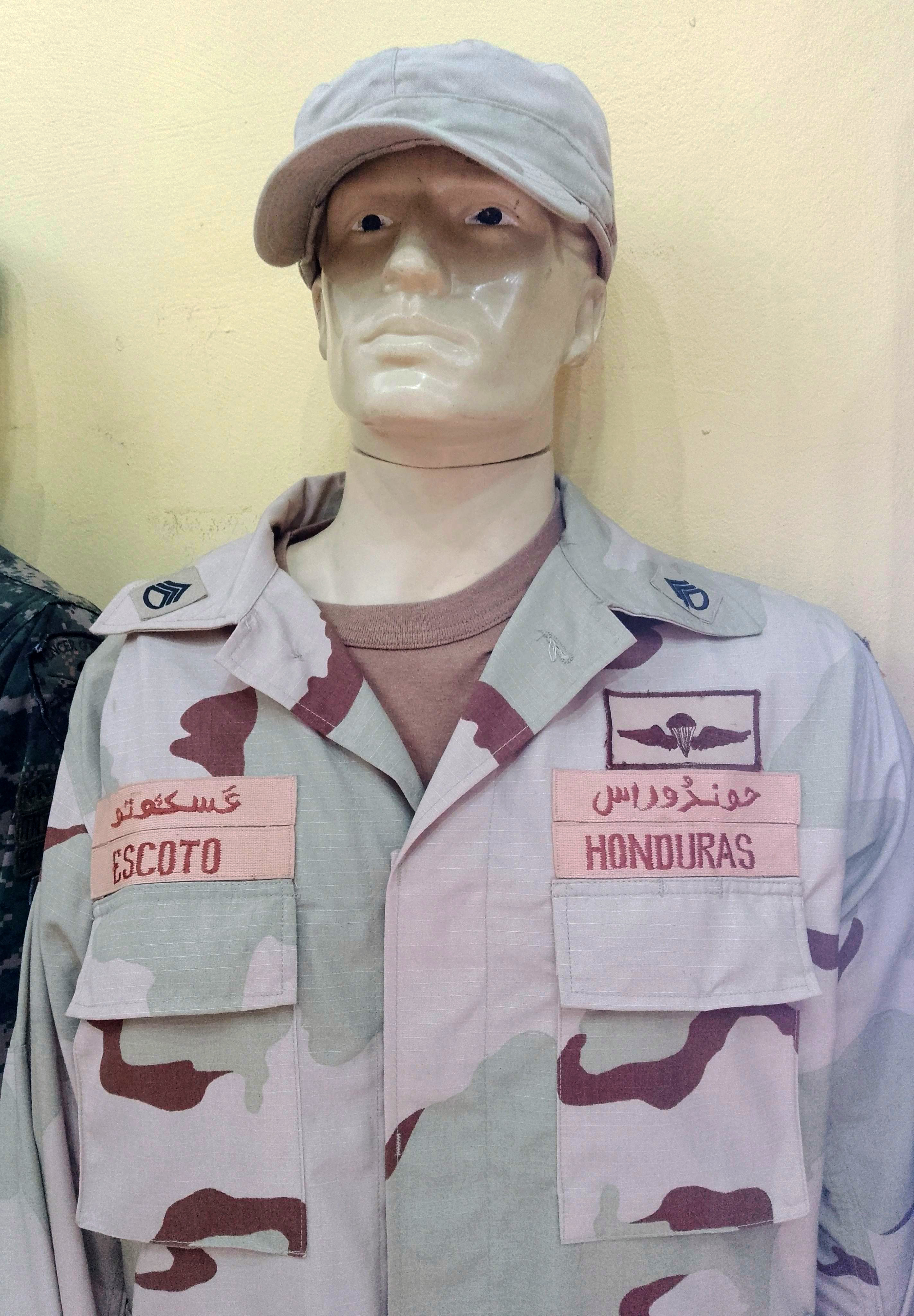
Uniforme du Bataillon Xatruch.

Le Batallón Xatruch est un contingent des Forces Armées du Honduras envoyé pour garantir la sécurité et la reconstruction de l'Irak, après la guerre. 
Dans le mois d'août de 2003, le président de la république du Honduras, Ricardo Mûr a envoyé une troupe composée de 370 hommes des forces armées hondureñas, personnel technique et soldats en Irak, en soutien du contingent militaire international dirigé par les États-Unis de l'Amérique.
L'unité s'est appelée Tarea Xatruch en l'honneur du général Florencio Xatruch.
Elle comprenait 40 fonctionnaires, 22 sous-officiers, 21 personnel technique et 287 soldats. Ils sont partis le 11 août pour l'Espagne afin d'y réaliser une mise en condition opérationnelle pour leur mission. Ils furent ensuite déployés dans les localités irakiennes de Nasiriya, Kerbala et Nayaf, où ils opérèrent avec 360 Salvadoriens, 230 Nicaraguayens, 300 Dominicains et 1.300 Espagnols entre les officiers et les soldats,.